# Yoon Chan-young
Yoon Chan-young (Hangul: 윤찬영, RR) es un actor surcoreano.

## Biografía
El 24 de febrero de 2022, su agencia anunció que había dado positivo para COVID-19 por lo que había detenido inmediatamente todas sus actividades.

## Carrera
Es miembro de la agencia Snowball Entertainment (스노우볼 엔터테인먼트).
En 2013 apareció en la serie When a Man Falls in Love, donde interpretó a Lee Jae-hee (Yeon Woo-jin) de pequeño. 
Ese mismo año apareció en la serie de televisión musical Monstar donde interpretó a Jung Sun-woo (Kang Ha-neul) de pequeño.
En el 2014 dio vida a Han Geu-roo, un pequeño cuya madre Han Seung-hee (Song Yoon-ah) busca que sea adoptado por una buena familia después de descubrir que tiene una enfermedad terminal en la serie Mama.
Ese mismo año interpretó a Ryu Tae-oh (Lee Joon) de joven en la serie de crimen Gap-dong.
También apareció en las películas Mourning Grave, donde interpretó a Kang In-soo de joven, papel interpretado por el actor Kang Ha-neul de adulto y en Manhole donde interpretó a Soo-chul de joven, papel interpretado por el actor Jung Kyung-ho de adulto.
En 2015 apareció en tres series Splendid Politics, donde dio vida a Hong Joo-won (Seo Kang-joon) de joven. Dio vida a Ddang-sae (Byun Yo-han) de joven en la serie Six Flying Dragons y más tarde interpretó a Park Ri-hwan (Lee Dong-wook) de joven en la serie Bubble Gum.
En el 2016 interpretó a Lee Jang-go de joven en la serie Blow Breeze papel interpretado por el actor Son Ho-jun de adulto.
Ese mismo año apareció en la serie Romantic Doctor, Teacher Kim, donde interpretó a Kang Dong-joo (Yoo Yeon-seok) de joven.
En 2017 apareció en la serie The Bride of Habaek, donde interpretó al semidiós Shin Hoo-ye de joven, mientras que el actor Lim Ju-hwan dio vida a Hoo-yee de adulto.
Dio vida a Wang Rin de joven en la serie The King in Love papel que interpretó el actor Hong Jong-hyun de adulto.
Ese mismo año interpretó a Kim Jong-sam (Yoon Kyun-sang) de joven en la serie Oh, the Mysterious (también conocida como "Doubtful Victory"). 
También apareció en la película Mothers, donde dio vida a Jong-wook, un adolescente que debe crecer con su madrastra Hyo-jin (Im Soo-jung) luego de la muerte de su padre.
En el 2018 se unió al elenco de la serie Thirty But Seventeen, donde interpretó a Gong Woo-jin de joven, papel que interpretó el actor Yang Se-jong de adulto.
El 5 de agosto del 2019 se unió al elenco principal del drama Everything And Nothing donde dio vida al introvertido Ko Min-jae, hasta el final de la serie el 6 de agosto del mismo año.
El 2 de marzo de 2020 se unió al elenco recurrente de la serie Nobody Knows, donde dio vida al estudiante Joo Dong-myung, hasta el final de la serie el 21 de abril del mismo año.
El 28 de enero de 2022 se unió al elenco principal de una nueva serie de Netflix All of Us Are Dead (también conocida como "Right Now Our School Is..."), donde interpretó a Lee Cheong-san, un estudiante de secundaria que lucha por la supervivencia cuando un virus zombi se propaga por todo el campus.
El 25 de marzo del mismo año se unirá al elenco de la serie Juvenile Delinquency, donde dará vida al amable y trabajador Gong Yoon-tak, un estudiante modelo cuya vida aburrida y pacífica se ve alterada por la llegada de Kyung Da-jung (Won Ji-an).

## Filmografía

### Series de televisión
| Año  | Título                           | Personaje                | Notas                     | Ref.          |
| ---- | -------------------------------- | ------------------------ | ------------------------- | ------------- |
| 2013 | When a Man Falls in Love         | Lee Jae-hee (de joven)   |                           |               |
| 2013 | Monstar                          | Jung Sun-woo (de joven)  |                           |               |
| 2014 | Pluto Secret Society             | Lee Woo-jin              |                           |               |
| 2014 | Gap-dong                         | Ryoo Tae-oh (de joven)   |                           |               |
| 2014 | Mama                             | Han Geu-roo              |                           |               |
| 2015 | Splendid Politics                | Hong Joo-won (de joven)  |                           |               |
| 2015 | Six Flying Dragons               | Ddang-sae (de joven)     |                           |               |
| 2015 | Bubble Gum                       | Park Ri-hwan (de joven)  |                           |               |
| 2016 | Blow Breeze                      | Lee Jang-ko (de joven)   |                           |               |
| 2016 | Romantic Doctor, Teacher Kim     | Kang Dong-joo (de joven) |                           |               |
| 2017 | The Bride of Habaek              | Shin Hoo-ye (de joven)   |                           |               |
| 2017 | The King in Love                 | Wang Rin (de joven)      |                           |               |
| 2017 | Oh, the Mysterious               | Kim Jong-sam (de joven)  |                           |               |
| 2018 | Thirty But Seventeen             | Gong Woo-jin (de joven)  |                           |               |
| 2019 | Doctor John                      | Lee Ki-seok              | Ep. 10-12, 24-28          |               |
| 2019 | Everything And Nothing           | Ko Min-jae               | 4 episodios               |               |
| 2020 | Nobody Knows                     | Joo Dong-myung           |                           |               |
| 2020 | Do You Like Brahms?              | Seung Ji-min             | Aparición especial, ep. 3 |               |
| 2022 | All of Us Are Dead               | Lee Cheong-San           |                           |               |
| 2022 | Juvenile Delinquency             | Gong Yoon-tak            |                           |               |
| 2023 | Delivery Man                     | Seo Young-min            |                           | [ 10 ] [ 11 ] |
| 2024 | High School Return of a Gangster | Song Yi-heon             |                           |               |
| 2025 | Hyper Knife                      | Seo Young-joo            | Serie web                 | [ 12 ]        |

### Películas
| Año  | Título                          | Personaje              | Notas                                                                                     |
| ---- | ------------------------------- | ---------------------- | ----------------------------------------------------------------------------------------- |
| 2014 | The Legacy                      | Han Jung-do (de joven) |                                                                                           |
| 2014 | Mourning Grave                  | Kang In-soo (de joven) | junto a Kang Ha-neul, Kim So-eun, Kim Jung-tae y Han Hye-rin                              |
| 2014 | Manhole                         | Soo-chul (de joven)    | junto a Jung Kyung-ho, Jung Yu-mi, Kim Sae-ron y Choi Deok-moon                           |
| 2017 | I'm Doing Fine in Middle School | Woo Han-chul           | junto a Jang Seo-hee, Lee Geung-young, Jo Jae-yoon, Feeldog y Kim Jin-soo                 |
| 2017 | Mothers                         | Jong-wook              | junto a Im Soo-jung, Lee Sang-hee, Oh Mi-yeon y Seo Shin-ae                               |
| 2019 | Birthday                        | Su-ho                  | junto a Sol Kyung-gu, Jeon Do-yeon, Kim Bo-min, Sung Yu-bin, Lee Bong-ryun y Kwon So-hyun |
| 2019 | The Fault is Not Yours          | Joon Yeong / Ji Geun   |                                                                                           |

### Programas de variedades
| Año  | Programa                           | Notas    |
| ---- | ---------------------------------- | -------- |
| 2022 | Knowing Brothers (Ask Us Anything) | invitado |

### Apariciones en videos musicales
| Año  | Artista    | Canción        | Notas |
| ---- | ---------- | -------------- | ----- |
| 2013 | Brave Guys | "Farther Away" |       |

### Revistas / sesiones fotográficas
| Año  | Revista      | Notas               |
| ---- | ------------ | ------------------- |
| 2022 | Marie Claire | junto a Park Ji-hoo |

## Premios y nominaciones
| Año  | Premio                | Categoría            | Trabajo     | Resultado | Ref.   |
| ---- | --------------------- | -------------------- | ----------- | --------- | ------ |
| 2014 | 3rd APAN Star Awards  | Mejor actor infantil | Mama        | Ganador   | [ 16 ] |
| 2014 | 33rd MBC Drama Awards | Mejor actor infantil | Mama        | Ganador   | [ 17 ] |
| 2016 | 35th MBC Drama Awards | Mejor actor infantil | Blow Breeze | Nominado  |        |
| 2019 | 27th SBS Drama Awards | Mejor actor infantil | Doctor John | Ganador   | [ 18 ] |